# Selok Aceh
Selok Aceh is een bestuurslaag in het regentschap Aceh Singkil van de provincie Atjeh, Indonesië. Selok Aceh telt 554 inwoners (volkstelling 2010).